# Port de Muuga
Le port de Muuga (estonien : Muuga sadam) est un port à Maardu en Estonie.

## Présentation
Le port de Muuga est un port du comté de Harju en bordure de la baie de Muuga, à la frontière de Maardu, de la paroisse de Viimsi et de Jõelähtme.
Situé à 17 kilomètres au nord-est de la capitale, le port de Muuga est géré par le Port de Tallinn.
Le port de Muuga est l'un des rares ports libres de glace des pays du nord de l'Europe, l'un des ports les plus profonds, jusqu'à 18 mètres, et des plus modernes de la région de la mer Baltique.
Le volume de fret traité représente environ 80 % du volume total de fret du port de Tallinn et environ 90 % du volume de fret en transit passant par l'Estonie.
Près des trois quarts des marchandises chargées dans le port de Muuga comprennent du pétrole brut et des produits pétroliers, mais le port sert également du vrac sec, principalement des engrais, des céréales et du charbon, et d'autres types de marchandises.
Le trafic annuel de fret dans le port maritime est d'environ 20 à 30 millions de tonnes.
Le port a une superficie de 5,24 km2 sur terre et 7,5 km2 en mer.
Outre Maardu, le port maritime occupe également des terres à Muuga et Uusküla.
Le port a 29 quais d'une longueur totale de 6,4 km, leur profondeur maximale est de 18,0 m.
Le plus grand navire pouvant être accueilli mesure 300 mètres sur 48 mètres.
Dans le port, il y a 6 terminaux de vrac liquide, de conteneurs, de céréales, de charbon, d'acier et un terminal de vrac sec.

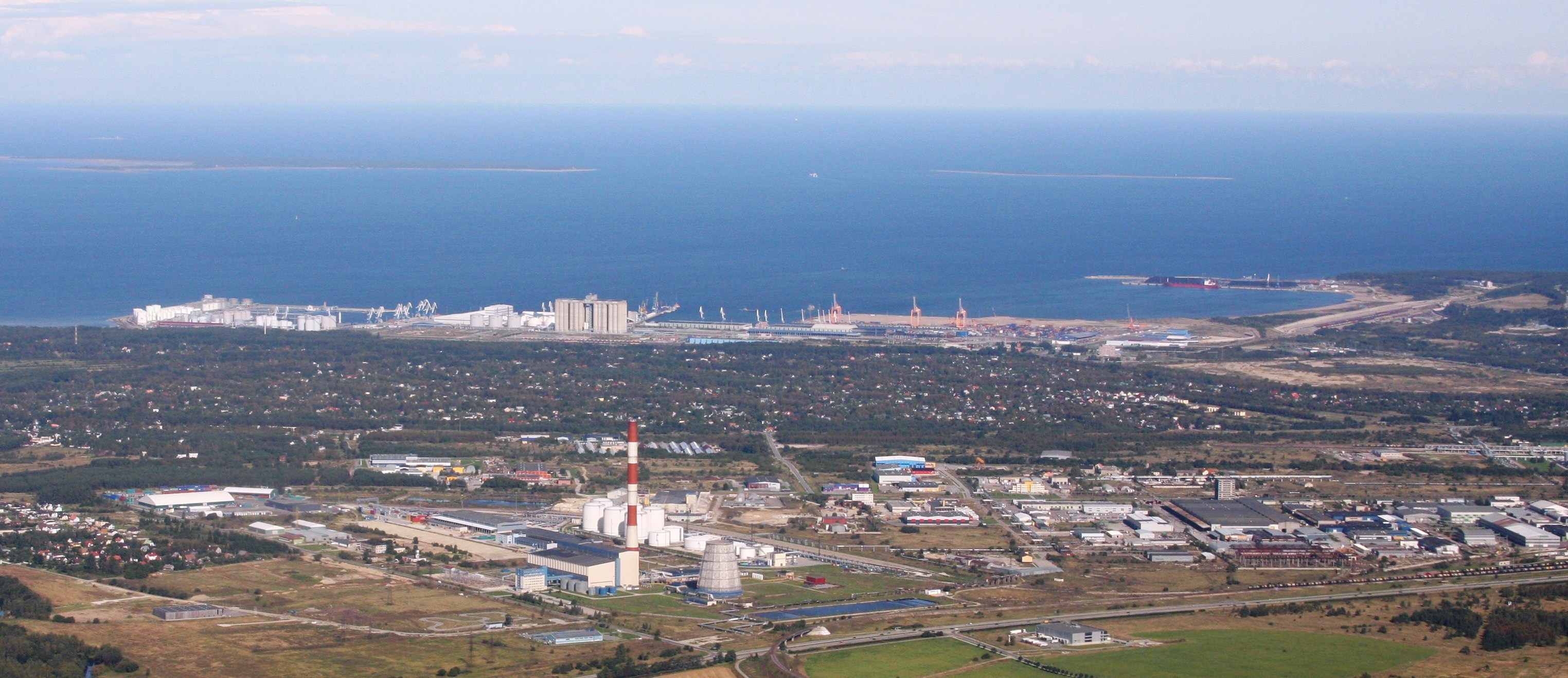

## Opérateurs
Opérant sous le nom de Ferry Terminal depuis 1992, le terminal desservant les navires rouliers s'est spécialisé dans les conteneurs dès 1994.
En 2000, le terminal a été nommé Muuga Container Terminal, en abrégé Muuga CT, avec un chiffre d'affaires de 150 700 EVP en 2010.
Au cours de l'année record 2007, le volumes d'affaires des conteneurs a atteint 180 853 EVP.
Le port de Tallinn a décidé de créer de la concurrence afin d'augmenter le volume de conteneurs traité et a construit des quais et un autre terminal à conteneurs.
En 2011, le Conseil du port de Tallinn a choisi une société de transport en Russie qui regroupe 11 sociétés de transport ferroviaire et de conteneurs et d'expédition Rail Garant comme opérateur de la nouvelle zone du terminal à conteneurs.
Le groupe de logistique HHLA de Hambourg dispose d'un terminal dans le port depuis 2018. Cela signifie que Muuga est en réseau avec les ports de Hambourg, Odessa et Trieste via le groupe de logistique HHLA, également en ce qui concerne la route de la soie,,,.